# 维特格特
维特格特是德国莱茵兰-普法尔茨州的一个市镇。总面积4.68平方公里，总人口663人，其中男性337人，女性326人（2011年12月31日），人口密度142人/平方公里。